# 拉萨柳梧汽车站
29°37′36″N 91°03′53″E / 29.62667°N 91.06476°E
拉萨柳梧汽车站，位于西藏自治区拉萨市的拉萨火车站西侧，是一座长途汽车客运站。2008年1月，拉萨汽车站、拉萨北郊汽车站、拉萨柳梧汽车站合并重组为国有独资企业西藏广宇站务有限公司。

## 简介
拉萨柳梧汽车站是拉萨火车站的配套工程。集售票、办公、餐饮、服务等功能为一体。国家财政拨款6000多万元人民币建成。
拉萨柳梧汽车站坐西朝东，正面东门上方，以藏文和汉文写有“拉萨柳梧汽车站”红色大字。该客运站外墙为倾斜面，以藏红色及白色为主。一楼为售票大厅、候车大厅，二楼为餐饮，三楼至五楼为宾馆，六楼为办公区。
该建筑东、西两面均装有宽大的透明钢化玻璃门，东门开有6道门，西门开有10道门。从东门进入一楼大厅，可见数个粗而光亮的方形立柱，左侧为有8个售票窗口的售票大厅，左侧墙壁上挂有大屏幕，以显示至各地的客运票价和时间；右侧有卫生间，传送带式电梯。大厅内装有取暖设施。一楼大厅的西面为候车大厅。该汽车站投入运营后，拉萨市共有四个客运站，其中一级汽车客运站为拉萨西郊客运站、拉萨北郊客运站；二级客运站为拉萨东郊客运站。在规划设计时，预计柳梧汽车站主要开通三条线路，分别赴日喀则、山南、林芝。设计每日发送8000余名旅客。
2007年1月26日，该汽车站建成并投入运营。但因客流量较少，从2007年至2010年，该汽车站几乎闲置，每天平均仅200人次的客流量，经营陷入困境。该汽车站平时的旅客均为在柳梧新区做工的农牧民。该汽车站在内部管理及经营方面不作为，致使该汽车站在拉萨火车站的旅客中知名度一直很低，故客流量极少。2010年，拉萨柳梧汽车站新增一条从该站至日喀则的客运线路。2020年6月30日，为提升拉萨城市交通能力，拉萨市人民政府决定将西郊客运站整体搬迁，其车辆分流至柳梧汽车站和北郊汽车站。